# Vicari (Palerm)
Vicari (sicilià Vicari) és un municipi italià, dins de la ciutat metropolitana de Palerm. L'any 2007 tenia 3.076 habitants. Limita amb els municipis de Caccamo, Campofelice di Fitalia, Ciminna, Lercara Friddi, Prizzi i Roccapalumba

## Administració
| Període | Identitat      | Partit        |
| ------- | -------------- | ------------- |
| 2008-   | Gaetano Calato | Llista cívica |